# Colostygia confusa
Colostygia confusa är en fjärilsart som beskrevs av Hirschke 1910. Colostygia confusa ingår i släktet Colostygia och familjen mätare. Inga underarter finns listade i Catalogue of Life.